# Laphystia setosa
Laphystia setosa är en tvåvingeart som beskrevs av Oskar Theodor 1980. Laphystia setosa ingår i släktet Laphystia och familjen rovflugor.
Artens utbredningsområde är Israel. Inga underarter finns listade i Catalogue of Life.